# Nickelodeon Kids' Choice Awards
Los Nickelodeon Kids' Choice Awards, también conocidos como KCAs o Kids' Choice, son una ceremonia de premios anual estadounidense producida por Nickelodeon. Generalmente se celebra un sábado por la noche en marzo o principios de abril, el espectáculo honra a los más importantes del año en televisión, cine, música y deportes según la votación de los espectadores de todo el mundo de las cadenas Nickelodeon. Los ganadores reciben una figura hueca de un dirigible naranja, un contorno del logotipo de gran parte de la era 1984-2009 de la cadena, que también funciona como un caleidoscopio.
El espectáculo cuenta con numerosos invitados, celebridades y actuaciones musicales. Desde 2002, se han incorporado acrobacias con slime al espectáculo. Los KCA también presentan espectáculos en vivo. También se sabe que cubre a personas con el slime, la marca registrada de la cadena. La serie animada SpongeBob SquarePants ha ganado la mayor cantidad de premios KCA, con veintiuno en total durante la emisión de la serie. Individualmente, Selena Gomez y Adam Sandler están empatados por la mayor cantidad de trofeos ganados con doce, seguidos por Will Smith y Taylor Swift (ambos con 11), así como Justin Bieber y Ariana Grande (ambos con 9). Whoopi Goldberg es la única persona que ha ganado un Kids' Choice Award junto con la combinación "EGOT" prevaleciente de un Emmy, Grammy, Oscar y Tony. Rosie O'Donnell ha presentado el programa ocho veces, seguida por Jack Black, que lo presentó tres veces, así como Candace Cameron, Whitney Houston y John Cena, que lo presentaron dos veces cada uno.

### Historia

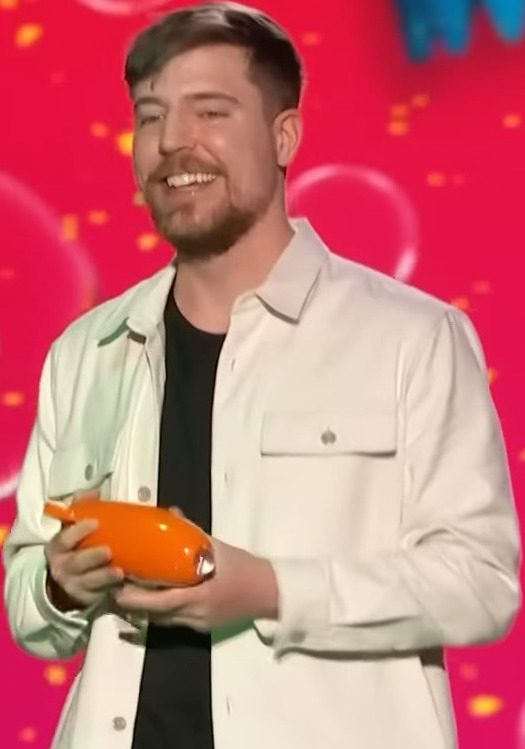
Mr Beast en los Nickelodeon Kids' Choice Awards 2023.

Alan Goodman, Albie Hecht y Fred Seibert crearon la entrega de premios después de que Nickelodeon produjera un segmento llamado The Big Ballot para el programa de reseñas de películas Rated K: For Kids by Kids de 1987, llamado así por las papeletas con las que votaban los niños. Para votar, los espectadores enviaban sus papeletas y, antes del programa, se contaban y los ganadores grababan un vídeo de agradecimiento que se mostraba durante el programa. Goodman, Hecht y Seibert pensaban que la cadena necesitaba una plataforma más grande y más interesante.
Hecht seleccionó el logotipo de los premios de una serie de diseños de redes creados por los diseñadores de logotipos originales Tom Corey y Scott Nash (Corey McPherson Nash, Boston), supervisados por Goodman y Seibert (Fred/Alan, Inc., Nueva York). El premio fue configurado en la forma actual de dirigible/caleidoscopio en 1990. El único cambio que se ha producido en el premio desde entonces ha sido un cambio en el logotipo grabado en el lateral del trofeo para 2010 para que se ajuste a la nueva tipografía del logotipo de la cadena.
A medida que el uso de Internet se generalizó, la votación finalmente pasó de ser una combinación de votación telefónica a través de un número 900 y papeletas de votación en papel que se enviaban por correo o se completaban en las sucursales de Pizza Hut, a realizarse exclusivamente en el sitio web de la red Nick.com, e incluyó mensajes de texto en 2007. Durante los primeros años de la votación por Internet, hubo varios problemas, incluido el equivalente digital del fraude electoral y la votación de adultos. Como resultado, se implementó un nuevo sistema en el que se permite un voto por cuenta de Nick.com (aunque es probable que los adultos aún emitan votos a través de la opción de mensajes de texto, que está vinculada solo a un número de teléfono en lugar de un nombre de pantalla, creando una cuenta con una edad falsa o haciendo que sus hijos voten por un tema elegido en su lugar). En 2010, también se agregó una aplicación para iPhone y una votación en el navegador móvil.
Los Kids' Choice Awards de 2009 presentaron un nuevo premio llamado "The Big Green Help Award", que se otorga a la celebridad que hace todo lo posible para ayudar a la Tierra. El premio inaugural fue entregado a Leonardo DiCaprio. Para los premios de 2010, el premio "The Big Green Help" pasó a llamarse "The Big Help", y quien fuera la primera dama de los Estados Unidos, Michelle Obama, ganó el primer premio con este nuevo nombre.
A diferencia de los premios tradicionales, los Kids' Choice Awards utilizan otros elementos para anunciar al ganador del premio en lugar del tradicional sobre. El espectáculo a veces utiliza globos, camisetas, modelos, letras gigantes, pegatinas e incluso un pie.
La votación estuvo disponible para los canadienses a tiempo para la ceremonia de 2010, debido a la inauguración del servicio canadiense de Nickelodeon en noviembre de 2009.
La ceremonia de 2020 se llevó a cabo en formato virtual a raíz de la pandemia de COVID-19.
La ceremonia de 2024 fue la primera que no se transmitió en marzo o abril desde 2020; se realizó el 13 de julio y fue la primera ceremonia presentada por los personajes animados Bob Esponja y Patricio Estrella para honrar el 25.° aniversario de Bob Esponja.

### Historia internacional
En junio de 2010, Nickelodeon Latinoamérica anunció los Kids' Choice Awards para México. Otros países con sus propios Kids' Choice Awards incluyen Brasil, Reino Unido, Australia e Indonesia, que son producciones locales completamente originales o se insertan como continuidad durante su transmisión en los EE.UU. Los premios Kids' Choice Awards de Australia tuvieron su última ceremonia local en 2012.
En agosto de 2011, Nickelodeon Latinoamérica anunció un evento de los Kids' Choice Awards para Argentina.
En junio de 2014, Nickelodeon Latinoamérica anunció un evento de los Kids' Choice Awards para Colombia.

## Ceremonias
| Ceremonia | Fecha                           | Sede                             | Ciudad                     | Anfrition | Ref.   |
| --------- | ------------------------------- | -------------------------------- | -------------------------- | --- | ------ |
| 1         | 28 de marzo-18 de abril de 1987 | Rated K: For Kids by Kids studio | New York City, New York    | Matt Nespole |        |
| 2         | 18 de abril de 1988             | Universal Studios Hollywood      | Universal City, California | Tony Danza |        |
| 3         | 25 de junio de 1989             | Universal Studios Hollywood      | Universal City, California | Nicole Eggert |        |
| 4th       | 23 de abril de 1990             | Universal Studios Hollywood      | Universal City, California | Dave Coulier |        |
| 5th       | 22 de abril de 1991             | TV special                       | Los Angeles, California    | Corin Nemec |        |
| 6th       | 14 de noviembre de 1992         | Universal Studios Hollywood      | Universal City, California | Holly Robinson |        |
| 7th       | 7 de mayo de 1994               | Pantages Theatre                 | Los Angeles, California    | Candace Cameron                                                                                                   |        |
| 7th       | 7 de mayo de 1994               | Universal Studios Florida        | Orlando, Florida           | Marc Weiner |        |
| 8th       | 20 de mayo de 1995              | Barker Hangar                    | Santa Monica, California   | Whitney Houston                                                                                                   |        |
| 9th       | 11 de mayo de 1996              | Universal Studios Hollywood      | Universal City, California | Whitney Houston                                                                                                   |        |
| 9th       | 11 de mayo de 1996              | New York Harbor cruise           | New York City, New York    | Rosie O'Donnell                                                                                                   |        |
| 10th      | 19 de abril de 1997             | Grand Olympic Auditorium         | Los Angeles, California    | Rosie O'Donnell                                                                                                   |        |
| 11th      | 4 de abril de 1998              | Pauley Pavilion                  | Los Angeles, California    | Rosie O'Donnell                                                                                                   |        |
| 12th      | 1 de mayo de 1999               | Pauley Pavilion                  | Los Angeles, California    | Rosie O'Donnell                                                                                                   |        |
| 13th      | 15 de abril de 2000             | Hollywood Bowl                   | Los Angeles, California    | Rosie O'Donnell                                                                                                   |        |
| 14th      | 28 de abril 2001                | Barker Hangar                    | Santa Monica, California   | Rosie O'Donnell                                                                                                   |        |
| 15th      | 20 de abril de 2002             | Barker Hangar                    | Santa Monica, California   | Rosie O'Donnell                                                                                                   |        |
| 16th      | 19 de abril de 2003             | Barker Hangar                    | Santa Monica, California   | Rosie O'Donnell                                                                                                   |        |
| 17th      | 3 de abril de 2004              | Pauley Pavilion                  | Los Angeles, California    | Mike Myers |        |
| 18th      | 2 de abril de 2005              | Pauley Pavilion                  | Los Angeles, California    | Ben Stiller |        |
| 19th      | 1 de abril de 2006              | Pauley Pavilion                  | Los Angeles, California    | Jack Black |        |
| 20th      | 31 de marzo de 2007             | Pauley Pavilion                  | Los Angeles, California    | Justin Timberlake                                                                                                 |        |
| 21st      | 29 de marzo de 2008             | Pauley Pavilion                  | Los Angeles, California    | Jack Black |        |
| 22nd      | 28 de marzo de 2009             | Pauley Pavilion                  | Los Angeles, California    | Dwayne Johnson |        |
| 23rd      | 27 de marzo de 2010             | Pauley Pavilion                  | Los Angeles, California    | Kevin James |        |
| 24th      | 2 de abril de 2011              | Galen Center                     | Los Angeles, California    | Jack Black |        |
| 25th      | 31 de marzo de 2012             | Galen Center                     | Los Angeles, California    | Will Smith |        |
| 26th      | 23 de marzo de 2013             | Galen Center                     | Los Angeles, California    | Josh Duhamel |        |
| 27th      | 29 de marzo de 2014             | Galen Center                     | Los Angeles, California    | Mark Wahlberg |        |
| 28th      | 28 de marzo de 2015             | The Forum                        | Inglewood, California      | Nick Jonas |        |
| 29th      | 12 de marzo de 2016             | The Forum                        | Inglewood, California      | Blake Shelton |        |
| 30th      | 11 de marzo de 2017             | Galen Center                     | Los Angeles, California    | John Cena |        |
| 31st      | 24 de marzo de 2018             | The Forum                        | Inglewood, California      | John Cena |        |
| 32nd      | 23 de marzo de 2019             | Galen Center                     | Los Angeles, California    | DJ Khaled |        |
| 33rd      | 2 de mayo de 2020               | Ceremonia virtual                | Ceremonia virtual          | Victoria Justice Chance the Rapper was originally set to host the ceremony before moving to a virtual ceremony.}} |        |
| 34th      | 13 de marzo de 2021             | Barker Hangar                    | Santa Monica, California   | Kenan Thompson |        |
| 35th      | 9 de abril de 2022              | Barker Hangar                    | Santa Monica, California   | Miranda Cosgrove                                                                                                  |        |
| 36th      | 4 de marzo 2023                 | Microsoft Theater                | Los Angeles, California    | Nate Burleson | [ 27 ] |
| 37th      | 13 de julio de 2024             | Barker Hangar                    | Santa Monica, California   | Tom Kenny and Bill Fagerbakke provided the voices of SpongeBob and Patrick.                                       | [ 28 ] |
| 38th      | 21 de junio de 2025             | Barker Hangar                    | Santa Monica, California   | Tyla |        |

### Lugares de celebración

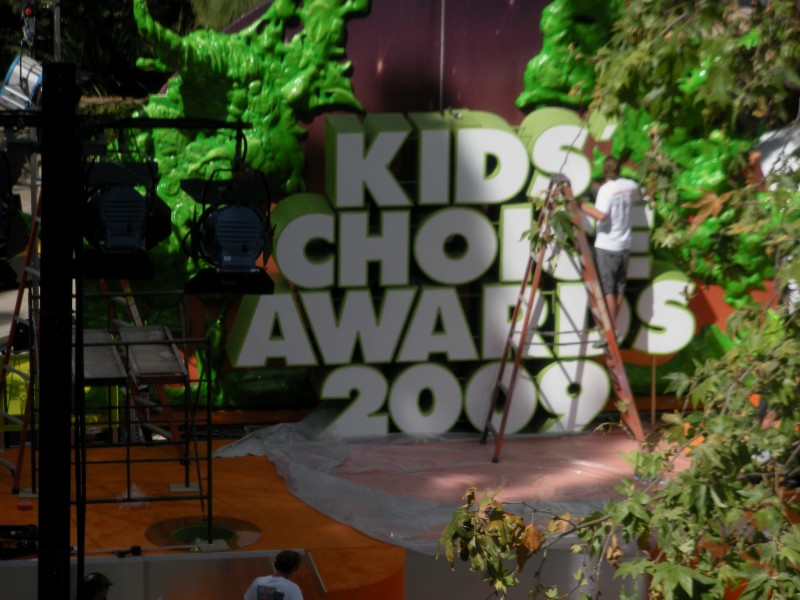
Toques finales de la "Orange Carpet" para los Kids' Choice Awards de 2009 fuera del Pauley Pavilion, en el campus de la UCLA.

Los Kids' Choice Awards se llevan a cabo típicamente en el sur de California y sus alrededores. Las ceremonias anteriores se han llevado a cabo en el Barker Hangar en Santa Mónica, California, el Hollywood Bowl, el Grand Olympic Auditorium en Los Ángeles y en Universal Studios Hollywood en Universal City, pero principalmente en el Pauley Pavilion en el campus de la UCLA. Después de las renovaciones en Pauley a partir de 2011, el programa se trasladó al Galen Center en la USC; se esperaba que fuera una sede temporal, pero la cadena retuvo al Galen para las Ceremonias de 2012 a 2014 debido a la construcción del Centro de Conferencias e Invitados Meyer y Renee Luskin, lo que dificultó la "Alfombra Naranja"; la ceremonia más pequeña de los Kids' Choice Sports tuvo su primera ceremonia en 2014 en Pauley. Para los espectáculos de 2015 y 2016, la ceremonia se llevó a cabo en el Forum remodelado en Inglewood, California. Entre los shows de 2017 y 2019, el lugar alternó entre el Galen Center y The Forum. La ceremonia de 2023 se llevó a cabo en el Microsoft Theater.
Los premios de 2020, programados previamente para el 22 de marzo, se pospusieron debido a la pandemia de COVID-19; la ceremonia se trasladó posteriormente al 2 de mayo para celebrarse de forma virtual. El espectáculo de 2020 se planeó originalmente para servir como un vínculo con el evento SlimeFest de Nickelodeon.

### Anfitriones durante varios años
La ceremonia ha sido presentada varias veces por cinco personas: Candace Cameron, que fue anfitriona en 1990 y 1994, Whitney Houston, que fue anfitriona consecutiva en 1995 y 1996, Rosie O'Donnell, que fue anfitriona consecutiva desde 1996 hasta 2003 (co-presentadora con Houston en 1996 y con cuatro co-presentadores en 2000), Jack Black, que fue anfitrión en 2006, 2008 y 2011, y John Cena, que fue anfitrión consecutivo en 2017 y 2018.

## Categorías
Generalmente, los nominados de todas las categorías suelen ser anunciados por medios de Internet o por la programación de Nickelodeon, y los ganadores de estas son elegidos a través de votos de los fanáticos (en la mayoria de casos infantes y jovenes) por la página web de Nickelodeon, y otras consideraciones importantes. Las categorías que se presentan durante de la ceremonia suelen ser:

### Televisión
- Programa Infantil de Televisión Favorito
- Programa Familiar de televisión Favorito
- Programa de Comedia de Televisión Favorito
- Programa de Drama de Televisión Favorito
- Reality Show Favorito
- Show de Cocina Favorito
- Conductor de Reality Show Favorito
- Jurado de Reality Show Favorito
- Caricatura Favorita
- Actor de Televisión Favorito
- Actriz de Televisión Favorita

### Cine
- Película Favorita
- Actor de Cine Favorito
- Actriz de Cine Favorita
- Película Animada Favorita
- Voz Masculina Favorita en una película animada
- Voz Femenina Favorita en una película animada
- Villano de Cine Favorito
- Héroe de Cine Favorito
- El Héroe más rudo
- Mejores amigos por siempre
- Amienemigos Favoritos
- Equipo de héroes Favorito
- Mascota Favorita
- Banda Sonora Favorita

### Musica
- Agrupación Musical Favorita
- Artista Solista Masculino Favorito
- Artista Solista Femenina Favorita
- Canción Favorita
- Colaboración Musical Favorita
- Álbum Musical Favorito
- Artista Revelación Favorito
- DJ Musical Favorito
- Artista Internacional o Global Favorita

### Gaming, Redes Sociales e Internet
- Videojuego Favorito
- Gamer Favorito
- Creador de Contenido Masculino Favorito
- Creadora de Contenido Femenina Favorita
- Youtuber Musical Favorito
- Estrella Animal Favorita
- Video Viral Favorito

### Deportes
- Futbolista Masculino Favorito
- Atleta Femenina Favorita

## Premios Blimp por categorías
Esta tabla muestra los premios del pasado. Un asterisco junto a una categoría indica que se ha otorgado un premio en esa categoría en particular todos los años desde la creación de los Kids' Choice Awards en 1988.
|                                       | 1980s | 1980s | 1990s | 1990s | 1990s | 1990s | 1990s | 1990s | 1990s | 1990s | 1990s | 2000s | 2000s | 2000s | 2000s | 2000s | 2000s | 2000s | 2000s | 2000s | 2000s | 2010s | 2010s | 2010s | 2010s | 2010s | 2010s | 2010s | 2010s | 2010s | 2010s | 2020s | 2020s | 2020s | 2020s | 2020s |
|                                       | 1988  | 1989  | 1990  | 1991  | 1992  | 1994  | 1995  | 1996  | 1997  | 1998  | 1999  | 2000  | 2001  | 2002  | 2003  | 2004  | 2005  | 2006  | 2007  | 2008  | 2009  | 2010  | 2011  | 2012  | 2013  | 2014  | 2015  | 2016  | 2017  | 2018  | 2019  | 2020  | 2021  | 2022  | 2023  | 2024  |
| ------------------------------------- | ----- | ----- | ----- | ----- | ----- | ----- | ----- | ----- | ----- | ----- | ----- | ----- | ----- | ----- | ----- | ----- | ----- | ----- | ----- | ----- | ----- | ----- | ----- | ----- | ----- | ----- | ----- | ----- | ----- | ----- | ----- | ----- | ----- | ----- | ----- | ----- |
| Favorite Movie*                       | Sí    | Sí    | Sí    | Sí    | Sí    | Sí    | Sí    | Sí    | Sí    | Sí    | Sí    | Sí    | Sí    | Sí    | Sí    | Sí    | Sí    | Sí    | Sí    | Sí    | Sí    | Sí    | Sí    | Sí    | Sí    | Sí    | Sí    | Sí    | Sí    | Sí    | Sí    | Sí    | Sí    | Sí    | Sí    | Sí    |
| Favorite Movie Actor*                 | Sí    | Sí    | Sí    | Sí    | Sí    | Sí    | Sí    | Sí    | Sí    | Sí    | Sí    | Sí    | Sí    | Sí    | Sí    | Sí    | Sí    | Sí    | Sí    | Sí    | Sí    | Sí    | Sí    | Sí    | Sí    | Sí    | Sí    | Sí    | Sí    | Sí    | Sí    | Sí    | Sí    | Sí    | Sí    | Sí    |
| Favorite Movie Actress*               | Sí    | Sí    | Sí    | Sí    | Sí    | Sí    | Sí    | Sí    | Sí    | Sí    | Sí    | Sí    | Sí    | Sí    | Sí    | Sí    | Sí    | Sí    | Sí    | Sí    | Sí    | Sí    | Sí    | Sí    | Sí    | Sí    | Sí    | Sí    | Sí    | Sí    | Sí    | Sí    | Sí    | Sí    | Sí    | Sí    |
| Favorite TV Show                      | Sí    | Sí    | Sí    | Sí    | Sí    | Sí    | Sí    | Sí    | Sí    | Sí    | Sí    | Sí    | Sí    | Sí    | Sí    | Sí    | Sí    | Sí    | Sí    | Sí    | Sí    | Sí    | Sí    | Sí    | Sí    | Sí    | No    | Sí    | Sí    | Sí    | No    | No    | No    | No    | No    |       |
| Favorite Male TV Star                 | Sí    | Sí    | Sí    | Sí    | Sí    | Sí    | Sí    | Sí    | Sí    | Sí    | Sí    | Sí    | Sí    | Sí    | Sí    | Sí    | Sí    | Sí    | Sí    | Sí    | Sí    | Sí    | Sí    | Sí    | Sí    | Sí    | Sí    | No    | Sí    | Sí    | Sí    | Sí    | Sí    | No    | No    | Sí    |
| Favorite Female TV Star               | Sí    | Sí    | Sí    | Sí    | Sí    | Sí    | Sí    | Sí    | Sí    | Sí    | Sí    | Sí    | Sí    | Sí    | Sí    | Sí    | Sí    | Sí    | Sí    | Sí    | Sí    | Sí    | Sí    | Sí    | Sí    | Sí    | Sí    | No    | Sí    | Sí    | Sí    | Sí    | Sí    | No    | No    | Sí    |
| Favorite Music Group                  | No    | No    | No    | No    | No    | Sí    | Sí    | Sí    | Sí    | Sí    | Sí    | Sí    | Sí    | Sí    | Sí    | Sí    | Sí    | Sí    | Sí    | Sí    | Sí    | Sí    | Sí    | Sí    | Sí    | Sí    | Sí    | Sí    | Sí    | Sí    | Sí    | Sí    | Sí    | Sí    | Sí    |       |
| Favorite Male Athlete                 | Sí    | Sí    | Sí    | Sí    | Sí    | Sí    | Sí    | Sí    | Sí    | Sí    | Sí    | Sí    | Sí    | Sí    | Sí    | Sí    | Sí    | Sí    | Sí    | Sí    | Sí    | Sí    | Sí    | Sí    | Sí    | No    | No    | No    | No    | No    | No    | Sí    | Sí    | Sí    | Sí    |       |
| Favorite Female Athlete               | Sí    | Sí    | Sí    | Sí    | Sí    | Sí    | Sí    | Sí    | Sí    | Sí    | Sí    | Sí    | Sí    | Sí    | Sí    | Sí    | Sí    | Sí    | Sí    | Sí    | Sí    | Sí    | Sí    | Sí    | Sí    | No    | No    | No    | No    | No    | No    | Sí    | Sí    | Sí    | Sí    |       |
| Most Enthusiastic Athlete             | No    | No    | No    | No    | No    | No    | No    | No    | No    | No    | No    | No    | No    | No    | No    | No    | No    | No    | No    | No    | No    | No    | No    | No    | No    | Sí    | No    | No    | No    | No    | No    | No    | No    | No    | No    |       |
| Favorite Video Game                   | No    | No    | No    | No    | No    | No    | Sí    | Sí    | Sí    | Sí    | Sí    | Sí    | Sí    | Sí    | Sí    | Sí    | Sí    | Sí    | Sí    | Sí    | Sí    | Sí    | Sí    | Sí    | Sí    | Sí    | No    | Sí    | Sí    | Sí    | Sí    | Sí    | Sí    | Sí    | Sí    | Sí    |
| Favorite Sports Team                  | Sí    | Sí    | Sí    | Sí    | Sí    | Sí    | Sí    | Sí    | Sí    | Sí    | Sí    | Sí    | Sí    | Sí    | Sí    | Sí    | No    | No    | No    | No    | No    | No    | No    | No    | No    | No    | No    | No    | No    | No    | No    | No    | No    | No    | No    |       |
| Hall of Fame Award                    | No    | No    | No    | Sí    | Sí    | Sí    | Sí    | Sí    | Sí    | Sí    | Sí    | Sí    | No    | No    | No    | No    | No    | No    | No    | No    | No    | No    | No    | No    | No    | No    | No    | No    | No    | No    | No    | No    | No    | No    | No    |       |
| Wannabe Award                         | No    | No    | No    | No    | No    | No    | No    | No    | No    | No    | No    | No    | Sí    | Sí    | Sí    | Sí    | Sí    | Sí    | Sí    | Sí    | No    | No    | No    | No    | No    | No    | No    | No    | No    | No    | No    | No    | No    | No    | No    |       |
| Big Help/Big Green Help Award         | No    | No    | No    | No    | No    | No    | No    | No    | No    | No    | No    | No    | No    | No    | No    | No    | No    | No    | No    | No    | Sí    | Sí    | Sí    | Sí    | No    | No    | No    | No    | No    | No    | No    | No    | No    | No    | No    |       |
| Favorite Animal Star                  | No    | No    | No    | No    | No    | No    | Sí    | Sí    | Sí    | Sí    | Sí    | Sí    | No    | No    | No    | No    | No    | No    | No    | No    | No    | No    | No    | No    | No    | No    | No    | No    | No    | No    | No    | No    | No    | No    | No    |       |
| Cutest Couple                         | No    | No    | No    | No    | No    | No    | No    | No    | No    | No    | No    | No    | No    | No    | No    | No    | No    | No    | No    | No    | No    | Sí    | No    | No    | No    | No    | No    | No    | No    | No    | No    | No    | No    | No    | No    |       |
| Favorite Book                         | No    | No    | No    | No    | No    | No    | Sí    | Sí    | Sí    | Sí    | Sí    | Sí    | Sí    | Sí    | Sí    | Sí    | Sí    | Sí    | Sí    | Sí    | Sí    | Sí    | Sí    | Sí    | Sí    | Sí    | Sí    | Sí    | No    | No    | No    | No    | No    | No    | Sí    |       |
| Favorite Reality Show                 | No    | No    | No    | No    | No    | No    | No    | No    | No    | No    | No    | No    | No    | No    | No    | No    | No    | No    | No    | Sí    | Sí    | Sí    | Sí    | Sí    | Sí    | Sí    | Sí    | No    | Sí    | No    | Sí    | Sí    | Sí    | Sí    | Sí    | Sí    |
| Favorite TV Sidekick                  | No    | No    | No    | No    | No    | No    | No    | No    | No    | No    | No    | No    | No    | No    | No    | No    | No    | No    | No    | No    | No    | No    | Sí    | Sí    | No    | No    | No    | No    | No    | No    | No    | No    | No    | No    | No    |       |
| Favorite Animated Animal Sidekick     | No    | No    | No    | No    | No    | No    | No    | No    | No    | No    | No    | No    | No    | No    | No    | No    | No    | No    | No    | No    | No    | No    | No    | No    | No    | Sí    | No    | No    | No    | No    | No    | No    | No    | No    | No    |       |
| Favorite Cartoon                      | No    | No    | No    | No    | No    | No    | Sí    | Sí    | Sí    | Sí    | Sí    | Sí    | Sí    | Sí    | Sí    | Sí    | Sí    | Sí    | Sí    | Sí    | Sí    | Sí    | Sí    | Sí    | Sí    | Sí    | Sí    | Sí    | Sí    | Sí    | Sí    | Sí    | Sí    | Sí    | Sí    | Sí    |
| Favorite Animated Movie               | No    | No    | No    | No    | No    | No    | No    | No    | No    | No    | No    | No    | No    | No    | No    | No    | No    | Sí    | Sí    | Sí    | Sí    | Sí    | Sí    | Sí    | Sí    | Sí    | Sí    | Sí    | Sí    | Sí    | Sí    | Sí    | Sí    | Sí    | Sí    | Sí    |
| Favorite Voice from an Animated Movie | No    | No    | No    | No    | No    | No    | No    | No    | No    | No    | No    | Sí    | Sí    | Sí    | Sí    | Sí    | Sí    | Sí    | Sí    | Sí    | Sí    | Sí    | Sí    | Sí    | Sí    | Sí    | No    | Sí    | Sí    | No    | Sí    | Sí    | Sí    | Sí    | Sí    | Sí    |
| Favorite Buttkicker                   | No    | No    | No    | No    | No    | No    | No    | No    | No    | No    | No    | No    | No    | No    | No    | No    | No    | No    | No    | No    | No    | No    | Sí    | Sí    | No    | No    | No    | No    | Sí    | No    | Sí    | No    | No    | No    | No    |       |
| Favorite Male Buttkicker              | No    | No    | No    | No    | No    | No    | No    | No    | No    | No    | No    | No    | No    | Sí    | Sí    | No    | No    | No    | No    | No    | No    | No    | No    | No    | Sí    | Sí    | No    | No    | No    | No    | No    | No    | No    | No    | No    |       |
| Favorite Female Buttkicker            | No    | No    | No    | No    | No    | No    | No    | No    | No    | No    | No    | No    | No    | Sí    | Sí    | No    | No    | No    | No    | No    | No    | No    | No    | No    | Sí    | Sí    | No    | No    | No    | No    | No    | No    | No    | No    | No    |       |
| Favorite Male Artist                  | Sí    | Sí    | Sí    | Sí    | Sí    | No    | No    | No    | No    | No    | No    | Sí    | Sí    | Sí    | Sí    | Sí    | Sí    | Sí    | Sí    | Sí    | Sí    | Sí    | Sí    | Sí    | Sí    | Sí    | Sí    | Sí    | Sí    | Sí    | Sí    | Sí    | Sí    | Sí    | Sí    | Sí    |
| Favorite Female Artist                | Sí    | Sí    | Sí    | Sí    | Sí    | No    | No    | No    | No    | No    | No    | Sí    | Sí    | Sí    | Sí    | Sí    | Sí    | Sí    | Sí    | Sí    | Sí    | Sí    | Sí    | Sí    | Sí    | Sí    | Sí    | Sí    | Sí    | Sí    | Sí    | Sí    | Sí    | Sí    | Sí    | Sí    |
| Favorite Song*                        | Sí    | Sí    | Sí    | Sí    | Sí    | Sí    | Sí    | Sí    | Sí    | Sí    | Sí    | Sí    | Sí    | Sí    | Sí    | Sí    | Sí    | Sí    | Sí    | Sí    | Sí    | Sí    | Sí    | Sí    | Sí    | Sí    | Sí    | Sí    | Sí    | Sí    | Sí    | Sí    | Sí    | Sí    | Sí    | Sí    |
| Favorite App                          | No    | No    | No    | No    | No    | No    | No    | No    | No    | No    | No    | No    | No    | No    | No    | No    | No    | No    | No    | No    | No    | No    | No    | No    | Sí    | Sí    | No    | No    | No    | No    | No    | No    | No    | No    | No    |       |
| Favorite Funny Star                   | No    | No    | No    | No    | No    | No    | No    | No    | No    | No    | No    | No    | No    | No    | No    | No    | No    | No    | No    | No    | No    | No    | No    | No    | No    | Sí    | No    | No    | No    | No    | No    | No    | No    | No    | No    |       |
| Lifetime Achievement Award            | No    | No    | No    | No    | No    | No    | No    | No    | No    | No    | No    | No    | No    | No    | No    | No    | No    | No    | No    | No    | No    | No    | No    | No    | No    | Sí    | No    | No    | No    | No    | No    | No    | No    | No    | Sí    |       |
| Favorite Kids TV Show                 | No    | No    | No    | No    | No    | No    | No    | No    | No    | No    | No    | No    | No    | No    | No    | No    | No    | No    | No    | No    | No    | No    | No    | No    | No    | No    | Sí    | Sí    | Sí    | No    | No    | Sí    | Sí    | Sí    | Sí    | Sí    |
| Favorite Family TV Show               | No    | No    | No    | No    | No    | No    | No    | No    | No    | No    | No    | No    | No    | No    | No    | No    | No    | No    | No    | No    | No    | No    | No    | No    | No    | No    | Sí    | Sí    | Sí    | No    | No    | Sí    | Sí    | Sí    | Sí    | Sí    |
| Most Addicting Game                   | No    | No    | No    | No    | No    | No    | No    | No    | No    | No    | No    | No    | No    | No    | No    | No    | No    | No    | No    | No    | No    | No    | No    | No    | No    | No    | Sí    | No    | No    | No    | No    | No    | No    | No    | No    |       |
| Favorite Villain                      | No    | No    | No    | No    | No    | No    | No    | No    | No    | No    | No    | No    | No    | No    | No    | No    | No    | No    | No    | No    | No    | No    | No    | No    | Sí    | No    | Sí    | No    | Sí    | No    | No    | No    | No    | No    | No    | Sí    |
| Favorite Talent Competition Show      | No    | No    | No    | No    | No    | No    | No    | No    | No    | No    | No    | No    | No    | No    | No    | No    | No    | No    | No    | No    | No    | No    | No    | No    | No    | No    | Sí    | No    | No    | No    | No    | No    | No    | No    | No    | Sí    |
| Favorite Male Action Star             | No    | No    | No    | No    | No    | No    | No    | No    | No    | No    | No    | No    | No    | No    | No    | No    | No    | No    | No    | No    | No    | No    | No    | No    | No    | No    | Sí    | No    | No    | No    | No    | No    | No    | No    | No    |       |
| Favorite Female Action Star           | No    | No    | No    | No    | No    | No    | No    | No    | No    | No    | No    | No    | No    | No    | No    | No    | No    | No    | No    | No    | No    | No    | No    | No    | No    | No    | Sí    | No    | No    | No    | No    | No    | No    | No    | No    |       |
| Favorite New Artist                   | No    | No    | No    | No    | No    | No    | No    | No    | No    | No    | No    | No    | No    | No    | No    | No    | No    | No    | No    | No    | No    | No    | No    | No    | No    | No    | Sí    | Sí    | Sí    | Sí    | Sí    | Sí    | No    | Sí    | Sí    |       |
| Favorite Cooking Show                 | No    | No    | No    | No    | No    | No    | No    | No    | No    | No    | No    | No    | No    | No    | No    | No    | No    | No    | No    | No    | No    | No    | No    | No    | No    | No    | No    | Sí    | No    | No    | No    | No    | No    | No    | No    |       |
| Favorite Collaboration                | No    | No    | No    | No    | No    | No    | No    | No    | No    | No    | No    | No    | No    | No    | No    | No    | No    | No    | No    | No    | No    | No    | No    | No    | No    | No    | No    | Sí    | No    | No    | Sí    | Sí    | Sí    | Sí    | Sí    |       |
| Favorite Male TV Star – Kids' Show    | No    | No    | No    | No    | No    | No    | No    | No    | No    | No    | No    | No    | No    | No    | No    | No    | No    | No    | No    | No    | No    | No    | No    | No    | No    | No    | No    | Sí    | No    | No    | No    | No    | No    | Sí    | Sí    | Sí    |
| Favorite Male TV Star – Family Show   | No    | No    | No    | No    | No    | No    | No    | No    | No    | No    | No    | No    | No    | No    | No    | No    | No    | No    | No    | No    | No    | No    | No    | No    | No    | No    | No    | Sí    | No    | No    | No    | No    | No    | Sí    | Sí    | Sí    |
| Favorite Female TV Star – Kids' Show  | No    | No    | No    | No    | No    | No    | No    | No    | No    | No    | No    | No    | No    | No    | No    | No    | No    | No    | No    | No    | No    | No    | No    | No    | No    | No    | No    | Sí    | No    | No    | No    | No    | No    | Sí    | Sí    | Sí    |
| Favorite Female TV Star – Family Show | No    | No    | No    | No    | No    | No    | No    | No    | No    | No    | No    | No    | No    | No    | No    | No    | No    | No    | No    | No    | No    | No    | No    | No    | No    | No    | No    | Sí    | No    | No    | No    | No    | No    | Sí    | Sí    | Sí    |
| Favorite Global Music Star            | No    | No    | No    | No    | No    | No    | No    | No    | No    | No    | No    | No    | No    | No    | No    | No    | No    | No    | No    | No    | No    | No    | No    | No    | No    | No    | No    | No    | Sí    | Sí    | Sí    | Sí    | Sí    | Sí    | Sí    | Sí    |
| Favorite Social Music Star            | No    | No    | No    | No    | No    | No    | No    | No    | No    | No    | No    | No    | No    | No    | No    | No    | No    | No    | No    | No    | No    | No    | No    | No    | No    | No    | No    | No    | No    | No    | Sí    | Sí    | No    | Sí    | Sí    | Sí    |
| BFFs (Best Friends Forever)           | No    | No    | No    | No    | No    | No    | No    | No    | No    | No    | No    | No    | No    | No    | No    | No    | No    | No    | No    | No    | No    | No    | No    | No    | No    | No    | No    | No    | Sí    | No    | No    | No    | No    | No    | No    |       |
| Favorite Frenemies                    | No    | No    | No    | No    | No    | No    | No    | No    | No    | No    | No    | No    | No    | No    | No    | No    | No    | No    | No    | No    | No    | No    | No    | No    | No    | No    | No    | No    | Sí    | No    | No    | No    | No    | No    | No    |       |
| Most Wanted Pet                       | No    | No    | No    | No    | No    | No    | No    | No    | No    | No    | No    | No    | No    | No    | No    | No    | No    | No    | No    | No    | No    | No    | No    | No    | No    | No    | No    | No    | Sí    | No    | No    | No    | No    | No    | No    |       |
| #Squad                                | No    | No    | No    | No    | No    | No    | No    | No    | No    | No    | No    | No    | No    | No    | No    | No    | No    | No    | No    | No    | No    | No    | No    | No    | No    | No    | No    | No    | Sí    | No    | No    | No    | No    | No    | No    |       |
| Favorite Music Video                  | No    | No    | No    | No    | No    | No    | No    | No    | No    | No    | No    | No    | No    | No    | No    | No    | No    | No    | No    | No    | No    | No    | No    | No    | No    | No    | No    | No    | Sí    | No    | No    | No    | No    | No    | No    |       |
| Favorite DJ/EDM Artist                | No    | No    | No    | No    | No    | No    | No    | No    | No    | No    | No    | No    | No    | No    | No    | No    | No    | No    | No    | No    | No    | No    | No    | No    | No    | No    | No    | No    | Sí    | No    | No    | No    | No    | No    | No    |       |
| Favorite Soundtrack                   | No    | No    | No    | No    | No    | No    | No    | No    | No    | No    | No    | No    | No    | No    | No    | No    | No    | No    | No    | No    | No    | No    | No    | No    | No    | No    | No    | No    | Sí    | No    | No    | No    | No    | No    | No    |       |
| Favorite Viral Music Artist           | No    | No    | No    | No    | No    | No    | No    | No    | No    | No    | No    | No    | No    | No    | No    | No    | No    | No    | No    | No    | No    | No    | No    | No    | No    | No    | No    | No    | Sí    | No    | No    | No    | No    | No    | No    |       |
| Favorite Dance Trend                  | No    | No    | No    | No    | No    | No    | No    | No    | No    | No    | No    | No    | No    | No    | No    | No    | No    | No    | No    | No    | No    | No    | No    | No    | No    | No    | No    | No    | No    | Sí    | No    | No    | No    | No    | No    |       |
| Favorite Funny YouTube Creator        | No    | No    | No    | No    | No    | No    | No    | No    | No    | No    | No    | No    | No    | No    | No    | No    | No    | No    | No    | No    | No    | No    | No    | No    | No    | No    | No    | No    | No    | Sí    | No    | No    | No    | No    | No    |       |
| Favorite Musical YouTube Creator      | No    | No    | No    | No    | No    | No    | No    | No    | No    | No    | No    | No    | No    | No    | No    | No    | No    | No    | No    | No    | No    | No    | No    | No    | No    | No    | No    | No    | No    | Sí    | No    | No    | No    | No    | No    |       |
| Favorite Instagram Pet                | No    | No    | No    | No    | No    | No    | No    | No    | No    | No    | No    | No    | No    | No    | No    | No    | No    | No    | No    | No    | No    | No    | No    | No    | No    | No    | No    | No    | No    | Sí    | No    | No    | No    | No    | No    |       |
| Favorite TV Host                      | No    | No    | No    | No    | No    | No    | No    | No    | No    | No    | No    | No    | No    | No    | No    | No    | No    | No    | No    | No    | No    | No    | No    | No    | No    | No    | No    | No    | No    | No    | Sí    | Sí    | No    | No    | No    |       |
| Favorite TV Judges                    | No    | No    | No    | No    | No    | No    | No    | No    | No    | No    | No    | No    | No    | No    | No    | No    | No    | No    | No    | No    | No    | No    | No    | No    | No    | No    | No    | No    | No    | No    | Sí    | No    | No    | No    | No    |       |
| Favorite Superhero                    | No    | No    | No    | No    | No    | No    | No    | No    | No    | No    | No    | No    | No    | No    | No    | No    | No    | No    | No    | No    | No    | No    | No    | No    | No    | No    | No    | No    | No    | No    | Sí    | Sí    | No    | No    | No    |       |
| Favorite Gamer                        | No    | No    | No    | No    | No    | No    | No    | No    | No    | No    | No    | No    | No    | No    | No    | No    | No    | No    | No    | No    | No    | No    | No    | No    | No    | No    | No    | No    | No    | No    | Sí    | Sí    | No    | No    | No    |       |
| How Do You Want to Help?              | No    | No    | No    | No    | No    | No    | No    | No    | No    | No    | No    | No    | No    | No    | No    | No    | No    | No    | No    | No    | No    | No    | No    | No    | No    | No    | No    | No    | No    | No    | Sí    | No    | No    | No    | No    |       |
| Favorite Social Star                  | No    | No    | No    | No    | No    | No    | No    | No    | No    | No    | No    | No    | No    | No    | No    | No    | No    | No    | No    | No    | No    | No    | No    | No    | No    | No    | No    | No    | No    | No    | Sí    | Sí    | Sí    | Sí    | Sí    |       |

## Premios Especiales
Para estos premios, el trofeo otorgado al destinatario puede ser de un color diferente al naranja de Nickelodeon.

### The Hall of Fame Award
El premio Hall of Fame fue una versión dorada del premio Blimp desde 1991 hasta 2000, y se entregó a aquellos cuyos logros, fama y popularidad los situaban por encima de todos los demás. Inicialmente, el premio lo elegían los niños de una lista de nominados. Actores, deportistas y cantantes eran todos elegibles para el premio, y las papeletas contenían nominados de múltiples categorías.
| Año  | Ganadore(s)            |
| ---- | ---------------------- |
| 1991 | Paula Abdul            |
| 1992 | Arnold Schwarzenegger  |
| 1994 | Michael Jordan         |
| 1995 | Boyz II Men            |
| 1996 | Tim Allen              |
| 1997 | Will Smith             |
| 1998 | Tia & Tamera Mowry     |
| 1999 | Jonathan Taylor Thomas |
| 2000 | Rosie O'Donnell        |

### The Wannabe Award
El premio Wannabe fue una versión plateada del premio Blimp de 2001 a 2008, y se entregó al mejor modelo a seguir o inspiración (o la persona a la que los niños quieren parecerse). El ganador se determinó antes de los premios sin la participación de los votantes. La única persona que ha ganado el premio Wannabe y el premio del Salón de la Fama es Will Smith.
| Año  | Ganador       |
| ---- | ------------- |
| 2001 | Tom Cruise    |
| 2002 | Janet Jackson |
| 2003 | Will Smith    |
| 2004 | Adam Sandler  |
| 2005 | Queen Latifah |
| 2006 | Chris Rock    |
| 2007 | Ben Stiller   |
| 2008 | Cameron Diaz  |

### The Big Help Award
El premio Big Green Help Award (más tarde titulado como The Big Help Award) fue un premio otorgado a una persona que va más allá para ayudar al medio ambiente. Se basa en Iniciativa "The Big Help" de Nickelodeon. El premio originalmente era verde cuando se entregó por primera vez en 2009, pero luego cambió a plateado junto con un cambio de nombre del premio en los años siguientes.
| Año  | Ganador           |
| ---- | ----------------- |
| 2009 | Leonardo DiCaprio |
| 2010 | Michelle Obama    |
| 2011 | Justin Timberlake |
| 2012 | Taylor Swift      |

### Lifetime Achievement Award
El premio Nickelodeon a la trayectoria es una versión dorada del premio dirigible. En 2023, se utilizó un premio dirigible normal de color naranja.
En 2014, el premio se le entregó al productor de televisión Dan Schneider, quien creó varios programas en Nickelodeon. Durante la presentación de su premio, Schneider estuvo acompañado en el escenario por miembros del elenco de sus programas, incluidos Kenan & Kel, Drake & Josh, Zoey 101, iCarly, Victorious y Sam & Cat. En 2023, el premio fue otorgado al personaje de Transformers Optimus Prime. En su discurso de aceptación, Prime proclamó que el premio era "...sellar el vínculo entre humanos, Maximals y Autobots, mientras luchamos juntos para proteger el planeta".
| Año  | Ganador       |
| ---- | ------------- |
| 2014 | Dan Schneider |
| 2023 | Optimus Prime |

### Legend Award
El premio se introdujo originalmente en la ceremonia Kids' Choice Sports, pero desde entonces se trasladó a la ceremonia principal.
| Año  | Ganador         |
| ---- | --------------- |
| 2014 | David Beckham   |
| 2015 | Derek Jeter     |
| 2016 | Kobe Bryant     |
| 2017 | Michael Phelps  |
| 2018 | Danica Patrick  |
| 2019 | Dwyane Wade     |
| 2024 | Serena Williams |

### Generation Change Award
El premio Generation Change Award se otorga a quienes han trabajado para generar cambios positivos para la nueva generación de niños. El premio se presentó originalmente en la ceremonia de los Kids' Choice Sports 2019, pero desde entonces se ha trasladado a la ceremonia principal.
| Año  | Ganador       |
| ---- | ------------- |
| 2019 | Megan Rapinoe |
| 2020 | LeBron James  |
| 2021 | Kamala Harris |

### King of Comedy
| Año  | Ganador      |
| ---- | ------------ |
| 2023 | Adam Sandler |
| 2025 | Jack Black   |

## Celebridades cubiertas de slime

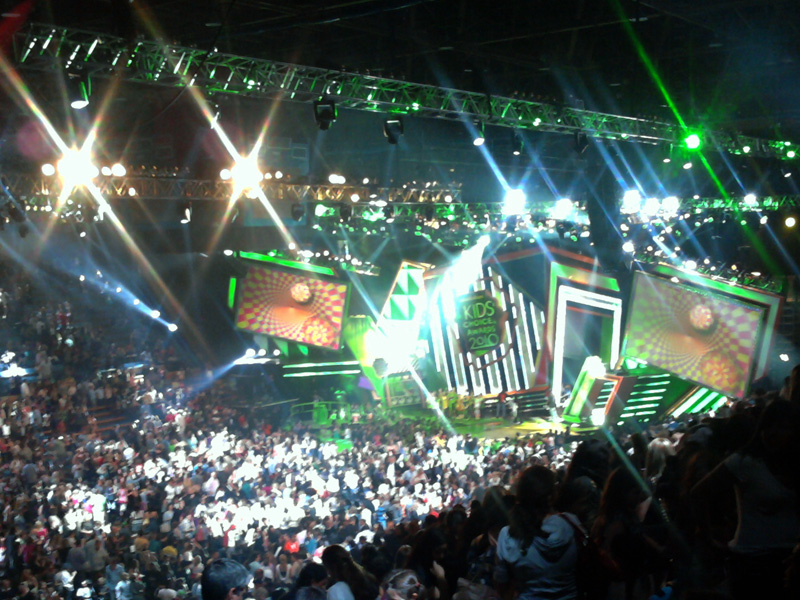
El slime final en los Kids' Choice Awards de 2010.

Durante una ceremonia, a veces un presentador famoso o un ganador de un premio puede no saber cuándo lo van a cubrir de slime en el escenario o fuera de él, aunque con el paso de los años, ser cubierto de slime se convirtió más en un honor y menos en una humillación cómica similar a la serie de principios de Nickelodeon You Can't Do That on Television, de donde se originó el concepto. Los presentadores del programa también han sido manchados con slime, y ocasionalmente celebridades que no asistieron a los premios han sido manchadas con slime a través de un segmento de video, como cuando Rosie O'Donnell engañó a Melissa Joan Hart para que la mancharan con slime en el set de Sabrina the Teenage Witch en los Kids' Choice Awards de 2001, o cuando Amanda Seyfried y Josh Hutcherson fueron manchados con slime en una fiesta para ver los KCA en 2013. Las celebridades sentadas entre el público también son blanco fácil de mancharse con slime, como Mandy Moore descubrió por primera vez en 2007, y Halle Berry descubrió más tarde en 2012.
A continuación se muestra una lista de todas las celebridades que han sido cubiertas de slime en los últimos años en los Kids' Choice Awards.
| Año  | Celebridades |
| ---- | --- |
| 1988 | Les Lye |
| 1989 | Bill Kirchenbauer |
| 1990 | Wil Wheaton |
| 1991 | Corin Nemec Bart Simpson (segmento animado) |
| 1992 | Jonathan Taylor Thomas Zachery Ty Bryan Taran Noah Smith |
| 1994 | James Earl Jones |
| 1995 | Mark Curry |
| 1996 | Queen Latifah |
| 1997 | Rosie O'Donnell |
| 1998 | Sean "Diddy" Combs |
| 1999 | Randy Savage Chilli Stephanie Bellars |
| 2000 | Will Smith |
| 2001 | Melissa Joan Hart *NSYNC Tom Cruise Rosie O'Donnell |
| 2002 | Pink Adam Sandler |
| 2003 | Jim Carrey Rosie O'Donnell |
| 2004 | Mary-Kate and Ashley Olsen Mike Myers |
| 2005 | Will Ferrell Johnny Depp Ben Stiller |
| 2006 | Robin Williams Jack Black |
| 2007 | Chris Tucker Jackie Chan Mandy Moore Steve Carell Tobey Maguire Vince Vaughn Justin Timberlake |
| 2008 | Harrison Ford Brendan Fraser Orlando Bloom Jack Black |
| 2009 | Jesse McCartney Hugh Jackman Sandra Bullock Jonas Brothers Dwayne Johnson |
| 2010 | Jackson Rathbone Jerry Trainor Katy Perry Fred Figglehorn Tina Fey Steve Carell Kevin James |
| 2011 | Russell Brand Rico Rodriguez Snoop Dogg Kaley Cuoco Heidi Klum Jason Segel Josh Duhamel Jim Carrey Jack Black Po (animated segment) Blu and Jewel (animated segment)                                                                           |
| 2012 | Halle Berry Chris Colfer Taylor Lautner The Miz The Big Show Jeff Sutphen Santino Marella Justin Bieber Will Smith |
| 2013 | Pitbull Dwight Howard Neil Patrick Harris Sandra Bullock Amanda Seyfried Josh Hutcherson Nick Cannon Josh Duhamel |
| 2014 | Pharrell Williams Kaley Cuoco Jack Reynor Austin Mahone Cody Simpson David Blaine Shaun White Jukka Hildén Dave England Mark Wahlberg |
| 2015 | Jesse Tyler Ferguson Sarah Hyland Ariel Winter Nolan Gould Rico Rodriguez Shawn Mendes Elenco de The Thundermans Josh Gad Nick Jonas 5 Seconds of Summer                                                                                       |
| 2016 | John Stamos Fifth Harmony Jason Sudeikis Josh Gad Cameron Dallas Blake Shelton |
| 2017 | Demi Lovato Chris Pratt Kevin Hart John Cena |
| 2018 | Liza Koshy Heidi Klum Mel B JoJo Siwa Laurie Hernandez Barbie (segmento animado) Shawn Mendes John Cena |
| 2019 | Chris Pratt Will Smith David Dobrik Josh Peck Janelle Monáe Adam Sandler DJ Khaled |
| 2020 | JoJo Siwa David Dobrik Victoria Justice |
| 2021 | Charli D'Amelio |
| 2021 | Lin-Manuel Miranda |
| 2021 | Robert Downey Jr. |
| 2021 | Liza Koshy And Kenan Thompson |
| 2022 | MrBeast Jack Harlow Charlie Puth Dixie D'Amelio Kid Cudi Cast of Danger Force Elenco de Warped! Miranda Cosgrove Rob Gronkowski |
| 2023 | Bebe Rexha Chris Pine Michelle Rodriguez Dwayne Johnson Adam Sandler Melissa McCarthy Lil Uzi Vert Landon Barker Cast of Teenage Mutant Ninja Turtles: Mutant Mayhem Dixie D'Amelio Heidi D'Amelio Marc D'Amelio Charli D'Amelio Nate Burleson |
| 2024 | Reneé Rapp Jack Black Jelly Roll The Kid Laroi Henry Golding |

## Acrobacias con slime
A partir de 2002, el programa comenzó a realizar anualmente "Acrobacias con récord mundial con slime". Atletas olímpicos, estrellas de deportes extremos y temerarios participaron en acrobacias especiales que se realizaron en vivo en la televisión nacional, a menudo cayendo sobre el característico slime verde.
| Año  | Celebridad(es)                              | Descripción |
| ---- | ------------------------------------------- | --- |
| 2002 | Dave Mirra                                  | El ciclista profesional de BMX rompió su propio récord de doble voltereta hacia atrás en una bicicleta BMX y aterrizó en un tanque de 5.000 galones de baba verde. |
| 2003 | Tony Hawk                                   | El campeón de skateboard, se sumerge en un tanque de 11.000 galones de baba verde. |
| 2004 | Mat Hoffman                                 | El profesional de BMX realizó el "récord mundial de salto en bicicleta en paracaidismo", saltando 14.000 pies en un lago lleno de baba verde. |
| 2005 | Donald Trump/David Spitz Jr.                | Desde Nueva York, el presentador de The Apprentice "disparó" a la bala de cañón humana David Spitz Jr. al aire, donde aterrizó en una red cubierta de baba verde. |
| 2006 | Ryan St. Onge                               | En una transmisión en vivo desde el Utah Olympic Park en Park City, Utah, el esquiador olímpico estadounidense de estilo libre aéreo esquió sobre 10.000 galones de baba verde. |
| 2007 | Ron Jones                                   | Bungee jumping dentro de una piscina llena de slime. |
| 2008 | Jack Black Orlando Bloom                    | Kids Choice 2008 tuvo muchas acrobacias con slime, todas presentadas por la boxeadora profesional Laila Ali. Dependiendo del resultado de la acrobacia, se añadía una cierta cantidad de slime verde a un tanque de slime detrás del escenario, al que se hacía referencia en todo momento como el "Slime Meter". El slime se utilizó más tarde al final del programa, en lo que supuestamente fue el "World's Longest Celebrity Sliming", en el que Orlando Bloom se unió al presentador Jack Black para ser bañado con slime durante un minuto entero. El presentador Black incluso hizo un comentario sobre cómo el total de 27 toneladas de slime podrían caber en un tanque que solo tenía capacidad para 25 toneladas. |
| 2008 | Akon                                        | En la primera acrobacia, llamada cariñosamente "Slime-o-Lition Derby", la estrella del pop tuvo 45 segundos para subirse al kart con cabeza de muñeco que los niños eligen. Las opciones eran el "Jaws (film) Jaws]] Jalopy con temática de tiburón, un "Weiner Wagon" con forma de hot dog y el ganador, el kart con cabeza de muñeco de Jack Black que era básicamente un kart con una cabeza gigante de Jack Black en la parte superior. Akon completó con éxito el recorrido añadiendo 10 toneladas de slime al tanque, "más 5 por terminar", lo que elevó el total a 15 toneladas. |
| 2008 | Usher                                       | El famoso cantante de R&B realizó el segundo truco manejando una "manguera de baba", disparando a un luchador de sumo y propulsándolo disfrazado a lo largo de una plataforma larga. La cantidad de baba añadida al tanque se determinó en función de la distancia a la que el "objetivo humano" fuera propulsado por el chorro de baba. Los espectadores que votaron en línea eligieron al luchador de sumo por sobre su competidor, el buceador. El "objetivo humano" fue lanzado hasta la marca de 5 toneladas, lo que elevó el total de baba en el tanque a 20 toneladas. |
| 2008 | Heidi Klum                                  | El último truco lo realizó la supermodelo o, como la llamó el presentador Black, "Heidi, la dardo humana". Klum estaba atada con un arnés a un cable largo, lo que le permitía balancearse libremente, lo que hizo. Armada con una almohadilla de púas, se balanceó entre su plataforma y lo que era una pared similar a un trampolín cubierta de globos de slime. Por cada globo de slime que Klum reventara en 30 segundos, se añadía una tonelada más de slime al tanque. Los niños votaron en línea para determinar exactamente qué tipo de almohadilla de púas usaría Klum para reventar los globos. Las opciones fueron los "mitones" usados en la mano y el ganador fue el "almohadilla para el trasero", que derrotó por unanimidad a los mitones. Klum reventó 7 globos en la pared, lo que agregó 7 toneladas más de slime al tanque y elevó el total de slime en el tanque a 27 toneladas. |
| 2009 | Will Ferrell                                | El comediante y actor se deslizó por un tobogán cubierto de slime que estaba ubicado en la parte superior de Janss Steps en el campus de la UCLA, en un trineo, cayendo de cabeza en un charco de limo. |
| 2010 | Apolo Anton Ohno                            | En los premios de 2010 se mostraron dos acrobacias. Primero, el ocho veces medallista olímpico de los Juegos Olímpicos de Invierno de 2010, Ohno, fue catapultado al limo con una honda con la ayuda del luchador de la WWE John Cena. |
| 2010 | Jerry Trainor Jackson Rathbone Nicola Peltz | Para la segunda acrobacia, para promocionar "The Last Airbender", las estrellas Peltz y Rathbone, junto con la estrella de "iCarly", Jerry Trainor, participaron en un evento de control de slime. Como el personaje de Peltz es un "maestro agua", ella controló el slime hacia Trainor y Rathbone. |
| 2011 | Kelvin Ramer                                | El camión monstruo de Ramer, remodelado y reacondicionado para el evento, salta sobre un dirigible de Nickelodeon de 50 pies de altura y cae en un charco de baba. El presentador fue Paul "The Big Show" Wight, quien dijo que era la acrobacia con baba más peligrosa de la historia de Kids' Choice. |
| 2012 | Big Show and The Miz                        | Un combate de lucha con temática de slime entre Big Show y The Miz. Cuando The Big Show o The Miz golpean los cañones especiales en cada esquina del ring, el slime sale disparado y cubre a la audiencia. The Big Show derrotó a The Miz cuando lo arrojó sobre el ring y a un charco de slime. Después, The Big Show fue cubierto de slime como recompensa máxima. |
| 2014 | Dave England & Jukka Hildén                 | Los niños tenían que elegir entre tres acrobacias con slime y la que tuviera el mayor número de votos ganaría. Era entre un Ultimate Slime Rodeo, una carrera de bañera de alta velocidad o una pista de obstáculos resbaladiza. El Ultimate Slime Rodeo ganó, ya que Dave y Jukka montaron caballos electrónicos que tenían mangueras de slime en sus bocas y el que aguantara más tiempo ganaría. Dave finalmente aguantó más tiempo y ganó. |
| 2015 | Elenco de The Thundermans                   | Durante el programa se llevó a cabo una votación en línea, en la que los niños eligieron entre The Thundermans, Nicky, Ricky, Dicky & Dawn y Bella and the Bulldogs. El elenco del programa con más votos pasaría por un lavado de autos con baba que salía disparada en todas direcciones. |
| 2016 | Bethany Mota & Cameron Dallas               | Como parte del sistema de votación del sitio web/aplicación de la ceremonia creado para el programa, los niños votaron por la mejor personalidad de Internet. Tuvieron que elegir entre la YouTuber Bethany Mota y el YouTuber, TikToker y actor Cameron Dallas. Ambos participaron en el truco de Slime Soakers, pero solo uno de ellos iba a ser cubierto de slime, por lo que los niños tuvieron que votar en Nick.com y en la aplicación Nick. Hacia el final del programa, se reveló el ganador, Cameron Dallas, y procedió a ser cubierto de slime. |
| 2020 | Astronautas                                 | El astronauta de la ESA, coronel Luca Parmitano, y la astronauta de la NASA, Christina Koch, abrieron y jugaron con el primer slime jamás visto en el espacio dentro de la Estación Espacial Internacional. |